# Slívie
Slívie (Сливје en macedònic) és un poble del municipi de Dòlneni, al centre de Macedònia del Nord. Segons el cens del 2002, està habitat per 35 persones, totes les quals són d'ètnia macedònia.